# De Leeuw wordt wakker
De Leeuw wordt wakker was een ochtend radioprogramma dat van 11 juli 1989 tot en met 25 september 1990 van 6:00 tot 9:00 uur werd uitgezonden door de VARA op de vaste uitzenddag de VARA dinsdag op Radio 3 en werd gepresenteerd door Paul de Leeuw en geregisseerd door Henny Radstaak. Roel Koeners deed de muzieksamenstelling.

## Concept
Een vast onderdeel in het programma was het poppenhoorspel Paulus de Heidekabouter om 8:10 uur waarin Paulus de boskabouter maar ook de Fabeltjeskrant werden gepersifleerd met  verzonnen typetjes zoals Ruud de Lubberrups als persiflage op de toenmalige premier en Tineke de Takkentrol als persiflage op Tineke de Nooij.Daarnaast kwamen ook bestaande typetjes zoals Lowieke de Vos of Truus de Mier voor. In het hoorspel kwamen dieren en zaken van beide programma's door elkaar voor, zoals het praathuis. In de Schreeuw van de Leeuw op Nederland 3 werd dit poppenspel al op de televisie uitgezonden. De stemmen werden door Paul de Leeuw zelf ingesproken. Het grove en seksistische taalgebruik van met name de heks Eucalypta maakte het programma ongeschikt voor kinderen.
Net als in het programma Gesodemeurders werd iemand uit bed gebeld. Andere vaste onderdelen waren het overzicht van de ochtendkranten door een krantenbezorger en het weerbericht, verzorgd door een weeramateur. Daarnaast kon iemand de vergulde veiligheidsspeld winnen door iets goeds voor iemand anders te doen. Ook imiteerde de Leeuw bekende Nederlanders, bijvoorbeeld dokter Bernard.
Op 25 september 1990 presenteerde Paul de Leeuw voor het laatst de De Leeuw wordt wakker. Hij kon zijn radioprogramma op Radio 3 niet langer combineren met zijn theatervoorstellingen. Vanaf 2 oktober 1990 presenteerde Roel Koeners tussen 6:00 en 7:00 uur Doorloper, en van 07:00 tot 9:00 uur presenteerde Mark de Brouwer Hitbrouwerij.